# Коноваленко Ольга Степанівна
Ольга Степанівна Коноваленко (16 квітня 1952, с. Літки, Броварський р-н, Київська обл. — 24 жовтня 2022) — українська журналістка, публіцистка, громадська діячка. Головний редактор газети «Освіта». Член правління Національної спілки краєзнавців України.

## Біографічні відомості
Народилася на Київщині, проте виросла на Черкащині у селищі Буки, розташованому на річці Гірський Тікич.
У 1974 закінчила факультет журналістики Київського університету ім. Т. Г. Шевченка.
12.1974 — 11.1979 — кореспондент, редактор, старший редактор, Держтелерадіо України.
11.1979 — 03.1992 — кореспондент, завідувачка сектору, головний редактор редакції газети «Радянська освіта».
З 03.1992 — головний редактор всеукраїнського громадсько-політичного тижневика «Освіта».
Серед її здобутків — заснування газети «Український вчений», видавничого товариства «Школяр», створення такого новаторського різновиду навчальної літератури, як газета-підручник.

## Громадська діяльність
Заступник голови правління Всеукраїнського педагогічного товариства ім. Г.Ващенка. Член правління Спілки викладачів вищої школи та науковців України, Творчої спілки вчителів України, Національної спілки краєзнавців України. Член НСЖУ та інших громадських об'єднань.

## Творчість
Автор книжок: «Сніг» (1997), «Акустика» (1997), «Бджола любові потребує» (1998), «Як наздогнати смаленого зайця» (1998), «Чому ми завалили екзамен з демократії?» (1998).

## Відзнаки
- Лавреат премії СЖУ «Золоте перо» (1989).
- Медаль А.Макаренка (1990).
- «Відмінник освіти України»
- Лавреат нагороди Ярослава Мудрого АНВШУ (1998).
- медалі «Ушинський К. Д.», «Григорій Сковорода» НАПН та ін.